# 安妮·尼马克·安德森
安妮·尼马克·安德森（挪威語：Anne Nymark Andersen，1972年9月28日—），挪威女子足球运动员。她曾代表挪威国家队参加1996年夏季奥林匹克运动会足球比赛，获得一枚铜牌。

## 家庭
孪生姐妹尼娜·尼马克·安德森。